# Aralsko-kaspijski jezici
Aralsko-kaspijski jezici, podskupina zapadnoturkijskih jezika raširenih na prostoru današnjeg Uzbekistana, Kazahstana, Kirgistana i europskog dijela Rusije.
Obuhvaća četiri jezika, viz.: karakalpački u Uzbekistanu (413.150) i Afganistanu (2.000); kazahski [kaz] u Kazakhstanu (5.290.000), ukupno u svim zemljama 8.331.950.; kirgiski [kir] u Kirgistanu (2.450.000), ukupno u svim zemljama 2.893.000); i nogajski [nog] u Rusiji (90.000).

## Vanjske poveznice
- Ethnologue (14th)
- Ethnologue (15th)